# Casa de Henry P. Davison
La Casa Henry P. Davison es una mansión ubicada en 690 Park Avenue y 69th Street en el Upper East Side de Manhattan, Nueva York.

## Historia
Fue construido para el banquero Henry P. Davison en 1917 por Walker & Gillette en estilo neogeorgiano. 
La casa fue el lugar de la boda de la hija de Davison, Alice, con Artemus Gates en enero de 1922.  Posteriormente fue alquilado por Marshall Field como su residencia en Nueva York.  En 1925, la viuda de Davison vendió la casa a Anson Wood Burchard. El precio no fue revelado en ese momento, pero se había evaluado en 530.000 dólares en 1923.  Después de su muerte en 1927, fue la casa de su viuda, la ex socialité Allene Tew, quien se casó con el aristócrata alemán Príncipe Heinrich, 33 de Reuss en 1929 y utilizó la casa como su residencia en Nueva York. Posteriormente fue adquirida por Harry Payne Bingham, quien vivía allí con su tercera esposa, Melissa Williams Yuille. Desde 1952, el edificio alberga el Consulado General de Italia.  En 2001, el sello oficial del consulado italiano fue robado directamente de la puerta principal del edificio. 

### Estado de referencia
La casa fue designada hito por la Comisión de Preservación de Monumentos Históricos de la Ciudad de Nueva York en 1970. Fue agregado al Registro Nacional de Lugares Históricos en 1980. 

## Arquitectura
La casa Davison es el término norte del grupo de casas adosadas neofederales a lo largo del lado oeste de Park, incluida la Casa Percy R. Pyne en 680 Park Avenue (hoy sede de la Americas Society) y la Casa Oliver D. Filley en 684 Park Avenue (actual Instituto Español Reina Sofía). En 1970, la Comisión de Preservación de Monumentos Históricos de la ciudad de Nueva York escribió: 
"Al igual que las otras casas del bloque, esta casa tiene un primer piso de piedra caliza rústica. El ladrillo rojo de arriba está, al igual que el de sus vecinos, colocado en vínculo flamenco y su cornisa cuidadosamente alineada con la de ellos. Los detalles de su sillería, sin embargo, y muy especialmente, la elaboración de su portada principal de entrada, le confieren especial distinción.

 La elaborada entrada central en Park Avenue está flanqueada por dos ventanas en la base de piedra rústica. El segundo piso tiene tres ventanas abatibles que llegan hasta el suelo bellamente enmarcadas. El tercer y cuarto piso tienen cuatro ventanas de guillotina de altura convencional; los del tercer piso están rematados por arcos planos de ladrillo con claves de piedra.
La entrada principal está flanqueada por un par de columnas jónicas independientes, cada una con su propio entablamento de bloque conectado en la parte superior por un frontón de arco rebajado con un cordón inferior roto. La entrada en sí, que recuerda a los prototipos georgianos, está situada en un arco de piedra moldeada coronado por una gran doble clave. Enmarca un par de pesadas puertas de madera pintadas de negro y coronadas por un montante de abanico de cristal arqueado.
Las altas ventanas abatibles del segundo piso, que se elevan directamente desde la parte superior de la base rústica, tienen marcos de piedra elaboradamente detallados. La ventana central tiene un frontón con volutas de soporte a cada lado. Las cornisas de las ventanas laterales están coronadas por inusuales motivos de bronce que consisten en esfinges que custodian una urna central.
Una hilera de bandas de piedra caliza separa el cuarto piso de los pisos inferiores e incorpora la ventana del cuarto piso. Una cornisa sencilla, con un parapeto con balaustres en la parte superior, corona la fachada. Detrás del parapeto se esconde un ático con techo bajo de cobre.

 El final de esta casa en la calle 69 corresponde, arquitectónicamente, al frente principal de Park Avenue. Al sur del frente principal en Park Avenue, un garaje de un piso interrumpe la base de piedra caliza con un par de puertas anchas de madera pintadas de negro. La valla de hierro forjado, que corre a lo largo del lado de Park Avenue, enfatiza la entrada al garaje con una linterna excepcionalmente fina sostenida en la parte superior de un arco de hierro forjado. " 